# Inquinamento termico
Per inquinamento termico si intende un'anomalia, di causa antropica, delle temperature registrate all'interno di un ecosistema.

## Tipologie
Vi sono due tipologie d'inquinamento termico:
- l'inquinamento termico diretto: quando la sorgente inquinante agisce direttamente immettendo energia termica nell'ecosistema in cui si colloca, provocandone un innalzamento di temperatura immediato ed elevato;
- l'inquinamento termico indiretto: quando gli effetti delle sorgenti inquinanti si ripercuotono a scala globale. In questo caso le sorgenti inquinanti sono essenzialmente gas che cambiano il clima come il metano, idrocarburi alogenati e anidride carbonica, responsabili dell'effetto serra.

## Conseguenze dell'inquinamento diretto
L'inquinamento termico diretto è spesso riconducibile alla situazione in cui un'industria riversa nel mare o in un fiume tonnellate di acque di raffreddamento con pesanti effetti sulla biologia sugli ecosistemi acquatici, come:
- proliferazioni delle specie tolleranti il calore
- proliferazioni di batteri e altri agenti patogeni
- allontanamento o moria delle specie intolleranti al calore
- la morte della flora batterica
- alterazioni nella struttura delle comunità e nel funzionamento dell'ecosistema.

Inoltre è importante ricordare che un aumento della temperatura implica diminuzione della solubilità dell'ossigeno che può provocare la perdita di specie sensibili.
Anche l'isola di calore urbana può considerarsi un inquinamento termico diretto; nei centri urbani, infatti, la temperatura risulta essere maggiore di 3,5-8 °C rispetto alle periferie o alla campagna.

## Conseguenze dell'inquinamento indiretto
Il secondo tipo di inquinamento è considerabile come un aspetto del riscaldamento globale e dell'effetto serra.
L'effetto serra consiste in un riscaldamento del pianeta per effetto dell'azione dei cosiddetti gas serra, cioè composti presenti nell'aria a concentrazioni relativamente basse. Questi particolari gas permettono alle radiazioni solari di passare attraverso l'atmosfera, nello stesso tempo però ostacolano il passaggio verso lo spazio di parte delle radiazioni infrarosse provenienti dalla superficie della Terra e dalla bassa atmosfera.
Ci sono però conseguenze sia sull'ambiente che sull'uomo:
1. L'aumento della concentrazione dei gas serra in atmosfera sta causando un incremento della temperatura globale della Terra, gli ultimi dodici anni infatti sono stati tra i più caldi mai registrati. Questo aumento è stato registrato soprattutto nelle aree urbane, sia a causa dei cambiamenti nelle coperture dei terreni che il maggior utilizzo di energia.
2. Per le persone con problemi cardiovascolari le temperature alte provocano un maggior lavoro a carico del sistema respiratorio, e un'attività maggiore per mantenere costante la temperatura interna.

## Leggi italiane
Le vigenti leggi in materia di inquinamento termico (10.05.1976 n. 319 e 21.12.1979 n. 650) impongono, per gli scarichi superficiali in ambienti idrici, il rispetto dei seguenti punti:
- 35 °C come valore massimo della temperatura dello scarico nel punto di immissione nel corpo ricevente;
- 3 °C come massimo sovralzo termico, rispetto alla temperatura del corpo naturale, entro 1.000 m dal punto di immissione.

Tutte le principali normative emanate, a livello nazionale e locale, per far fronte a questa emergenza tendono a rimuovere i principali fattori causali del fenomeno.